# كاتارينا بارلي
كاتارينا بارلي (بالألمانية: Katarina Barley) (مواليد 19 تشرين الثاني 1968 في كولونيا)؛ سياسية ومحامية ألمانية بريطانية من الحزب الديمقراطي الاجتماعي (SPD)، عضوة في البرلمان الأوروبي وتشغل فيه منصب نائبة رئيس البرلمان. قبل عضويتها في البرلمان الأوروبي شغلت عدة مناصب في الحكومة الاتحادية الألمانية، من 14 آذار 2018 إلى 27 حزيران 2019 شغلت منصب الوزيرة الاتحادية للعدل وحماية المستهلك في حكومة ميركل الرابعة، ومنصب الوزيرة الاتحادية لشؤون الأسرة وكبار السن والنساء والشباب من 2 حزيران 2017  إلى جانب منصب  الوزيرة الاتحادية للعمل والشؤون الاجتماعية بالوكالة من 28 أيلول 2017 وبقيت في كلا المنصبين حتى 14 آذار 2018.
على مستوى الحزب شغلت منصب الأمين العام للحزب من عام 2015 وحتى عام 2017، وخدمت كعضو في البوندستاغ منذ عام 2013 وحتى دخولها البرلمان الأوروبي. كاترينا بارلي حاصلة على درجات في القانون من فرنسا وألمانيا ودرجة الدكتوراه في القانون الأوروبي. عملت سابقاً كمحامية في شركة Wessing & Berenberg-Gossler للمحاماة في هامبورغ، وعملت أيضاً قاضية ومستشاراة قانونية حكومية. ولدت بارلي تحمل الجنسية البريطانية من طرف أبيها وتحمل الآن الجنسية الألمانية أيضاً.

## خلفية
نشأت بارلي في كولونيا. حيث كان والدها صحافي بريطاني المولد يعمل مع قسم الخدمة باللغة الإنجليزية في دويتشه فيله، وكانت والدتها طبيبة ألمانية. منذ ولادتها كانت تحمل الجنسية البريطانية وحصلت على الجنسية الألمانية بعد بضع سنوات فقط. تتحدث الألمانية والإنكليزية والفرنسية بطلاقة. [.
والدها (مواليد 1935) كان في الأصل من لنكولنشاير. وقالت إن والدها نشأ في أسرة من الطبقة العاملة في مزرعة صغيرة جداً وبسيطة تفتقر إلى الكهرباء، وأنه حصل على منحة دراسية للالتحاق بالجامعة بعد اكتشافه كطالب موهوب من قبل معلمه. ولكن بعد رفضته جامعة كامبريدج لأنها على حد وصفها له «لا يملك اللكنة الصحيحة والملابس المناسبة»، قرر من حيث المبدأ أن يدير ظهره للجامعات البريطانية وينتقل إلى ألمانيا الغربية لحضور الجامعة بدلاً من ذلك؛ انتقل في بادئ الأمر إلى هانوفر وبعد ذلك إلى برلين الغربية، حيث وجد المجتمع أكثر مساواة وتقدمية. التقى هناك بوالدة بارلي وعمل بعد تخرجه كصحفي في دويتشه في قسم اللغة الإنجليزية. تنتمي والدتها (مواليد 1940) إلى عائلة من الطبقة المتوسطة العليا من ألمانيا الشرقية وكانت ابنة مهندس في صناعة السيارات. هربت عائلتها من الجيش الأحمر في عام 1945 ووصلوا كلاجئين من الستالينية إلى غرب ألمانيا. قالت بارلي أنه كان لديها طفولة سعيدة، ولكنها نشأت بإحساس قوي بالعدالة الاجتماعية، متأثرة بتجارب والديها. على الرغم من أن أياً من والديها لم يولد في هذا الجزء من أوروبا .
الزوج السابق لبارلي يدعى أنطونيو وهو محام، هو مواطن إسباني وهولندي مزدوج والده إسباني وأمه هولندية. التقيا عندما درس كلاهما في باريس ولديهما ابنان.

## التعليم والحياة المهنية
درست بارلي في جامعة ماربورغ وجامعة باريس الجنوبية. تخرجت بدرجة دبلوم في القانون الفرنسي (Diplôme de droit français) في عام 1990 وحصلت على شهادة في القانون الألماني في عام 1993. وفي عام 1998 حصلت على درجة الدكتوراه في القانون الأوروبي في جامعة مونستر. تحت إشراف بودو بييروت، كانت أطروحتها متعلقة بالحق الدستوري لمواطني الاتحاد الأوروبي في التصويت في الانتخابات البلدية.
بدأت العمل عام 1998 كمحامية في شركة محاماة هامبورغ الكبرى Wessing & Berenberg-Gossler (حالياً Taylor Wessing، بعد الاندماج مع شركة محاماة بريطانية) حتى عام 1999. ثم عملت كمستشارة قانونية لـحكومة ولاية راينلاند بالاتينات حتى عام 2001، بعدها أصبحت مساعداً للقاضي الدستوري ريناتي جايجر في كارلسروه. عملت في لوكسمبورغ كممثلة عن الحكومة الألمانية في Maison de la Grande Région / Haus der Großregion، وهو منتدى للتعاون بين لوكسمبورغ والمناطق المجاورة الألمانية والفرنسية والبلجيكية، وذلك من عام 2005 إلى عام 2006.
من 2007 إلى 2008 كانت قاضية في محكمة مقاطعة ترير وفي محكمة فيتليش المحلية. من عام 2008 إلى عام 2013 كانت مستشارة في مجال أخلاقيات علم الأحياء في وزارة العدل وحماية المستهلك في ولاية راينلاند بالاتينات. تركت هذا المنصب عندما تم انتخابها للبرلمان في عام 2013.

## الحياة السياسية

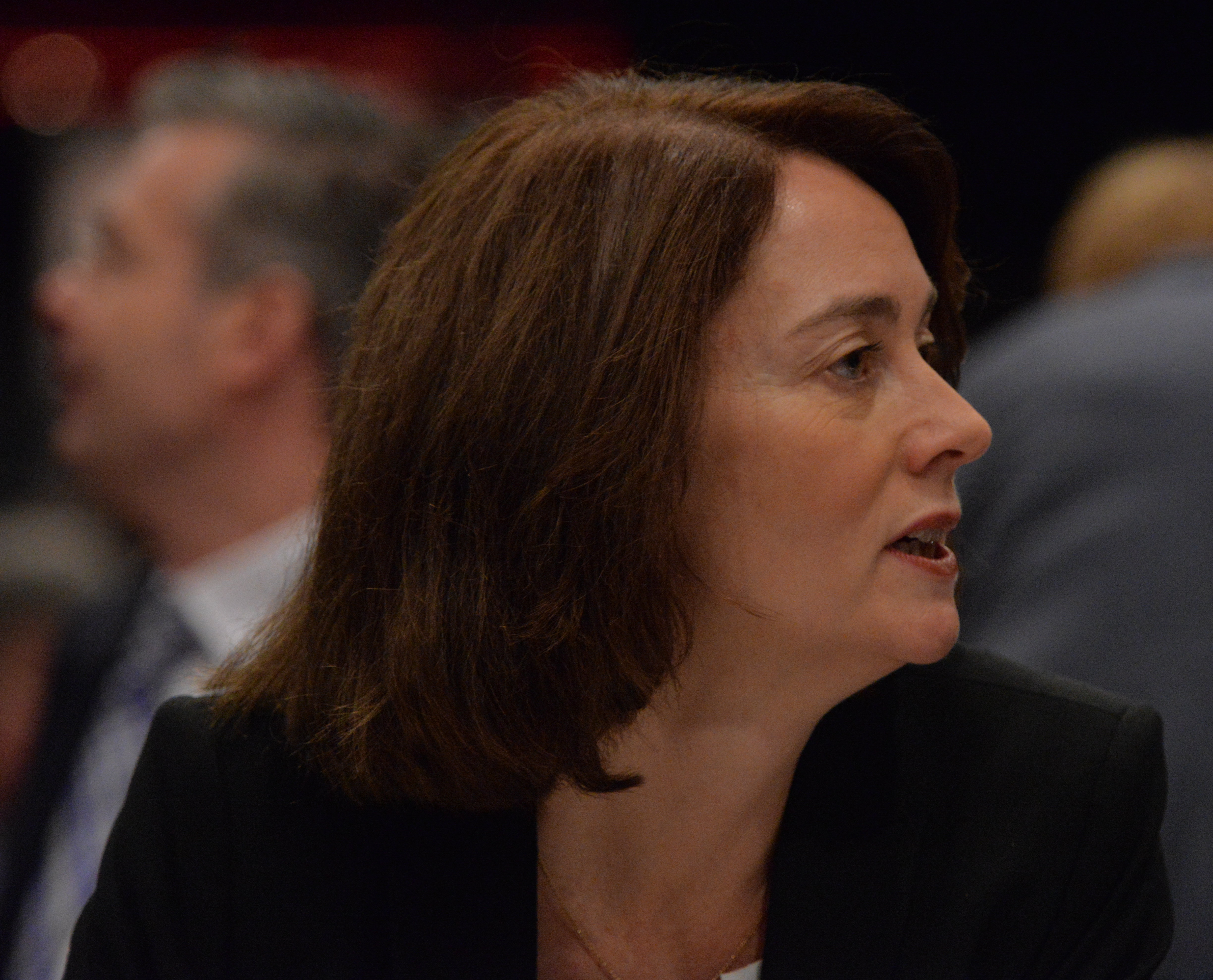
كاتارينا بارلي

انضمت بارلي إلى الحزب الديمقراطي الاجتماعي في عام 1994.
في عملها البرلماني مثلت بارلي دائرة ترير عن الحزب الديمقراطي الاجتماعي.
وعملت بارلي كعضو في مجلس الحكماء في البرلمان، الذي يحدد -من بين واجبات أخرى- بنود جدول الأعمال التشريعية اليومية وتكليف رؤساء اللجان بناء على تمثيل الأحزاب. وكانت أيضًا عضوًا في الهيئة البرلمانية المسؤولة عن تعيين القضاة في المحاكم العليا، وهي محكمة العدل الاتحادية (BGH) والمحكمة الإدارية الاتحادية (BVerwG) والمحكمة المالية الاتحادية (BFH) ومحكمة العمل الاتحادية (BAG) والمحكمة الاجتماعية الاتحادية (BSG). في عام 2014 تم تعيينها للعمل في لجنة انتخاب القضاة (Wahlausschuss)، والتي مهمتها تعيين القضاة في المحكمة الدستورية الاتحادية في ألمانيا. في لجنة الشؤون القانونية وحماية المستهلك عملت كمقررة في مجموعتها البرلمانية حول القتل الرحيم الطوعي.
في عام 2014 خدمت بارلي لفترة وجيزة كعضو في لجنة شؤون الاتحاد الأوروبي. بالإضافة إلى مهام لجنتها، فهي عضو في مجموعة الصداقة البرلمانية الألمانية البريطانية.
تنتمي بارلي في حزبها إلى الجناح اليساري.
في عام 2015 اقترح رئيس الحزب آنذاك زيغمار غابرييل بأن تخلف بارلي ياسمين فهمي في منصب الأمين العام للحزب الديمقراطي الاجتماعي، وهو أحد المناصب العليا في الحزب.  من آذار 2017 عملت تحت قيادة مارتن شولتز وأدارت إطلاق حملة الحزب من أجل الانتخابات الوطنية.

### المناصب الوزارية 2017-الوقت الحاضر
في أيار 2017 أعلن مارتن شولتز أن بارلي ستخلف مانويلا شفسيغ في منصب الوزيرة الاتحادية لشؤون الأسرة وكبار السن والنساء والشباب للفترة المتبقية من الفصل التشريعي حتى الانتخابات. تم تعيينها في 2 حزيران. وبالإضافة إلى ذلك تولت منصب الوزيرة الاتحادية للعمل والشؤون الاجتماعية بالوكالة في 28 أيلول 2017 عندما تنحت أندريا ناليس لتصبح زعيمة الكتلة البرلمانية للحزب الديمقراطي الاجتماعي.
في 9 آذار 2018 تم تعيين بارلي من قبل أندريا ناليس وأولاف شولتس لخلافة هايكو ماس كوزيرة للعدل وحماية المستهلك في حكومة الائتلاف الرابعة تحت قيادة المستشارة أنغيلا ميركل، أدت اليمين في 14 آذار 2018.

## روابط خارجية
- كاتارينا بارلي على موقع مونزينجر (الألمانية)